# Michael Nutter
Michael Anthony Nutter (Philadelphia, 29 juni 1957) is een Amerikaans politicus van de Democratische Partij. Hij diende als 98ste burgemeester van Philadelphia tussen 2008 en 2016.

## Biografie
Michael Nutter werd geboren in Philadelphia en groeide in West Philadelphia op. Hij studeerde aan de Wharton School van de Universiteit van Pennsylvania en ging na zijn studie onder andere werken bij Xerox. In 1992 kwam hij in de gemeenteraad van de stad terecht nadat hij Ann Land in zijn district had verslagen. Na veertien jaar legde hij zijn werk al gemeenteraadslid neer om zich te kunnen focussen op de burgemeestersverkiezing die in 2007 gehouden werd. Hij verkreeg uiteindelijk 83,4% van de stemmen en versloeg daarmee zijn opponent Al Taubenberger. In 2011 won hij ook zijn herverkiezing. Hij werd in 2016 als burgemeester opgevolgd door Jim Kenney.